# Estación Tiradentes
La Estación Tiradentes es una de las estaciones de la Línea 1-Azul del Metro de São Paulo. Fue inaugurada el 26 de setiembre de 1975. Se sitúa en el barrio de Bom Retiro, en la región central de la ciudad. Se trata de una estación enterrada (subterránea), con estructura en concreto aparente y plataforma central.

## Demanda media de la estación
La media de entradas de pasajeros en esta estación, es de 19 mil pasajeros por día, según datos del Metro. Es la estación que recibe menos pasajeros en el centro, y la tercera en recibir menos personas por día en la línea, superando solamente a Jardim São Paulo y Carandirú.

## Alrededores de la estación[2]
Cultura y educación
- EEPG Prudente de Morais
- Escuela Técnica Estadual de São Paulo (ETESP)
- Facultad de Tecnología de São Paulo (FATEC-SP)
- Instituto Cultural Israelita Brasileño
- Liceo de Artes y Oficios de São Paulo
- Oficina Cultural Oswald de Andrade
- Museo de Arte Sacra de São Paulo

Zona Militar
- Capilla Militar de Santo Expedito

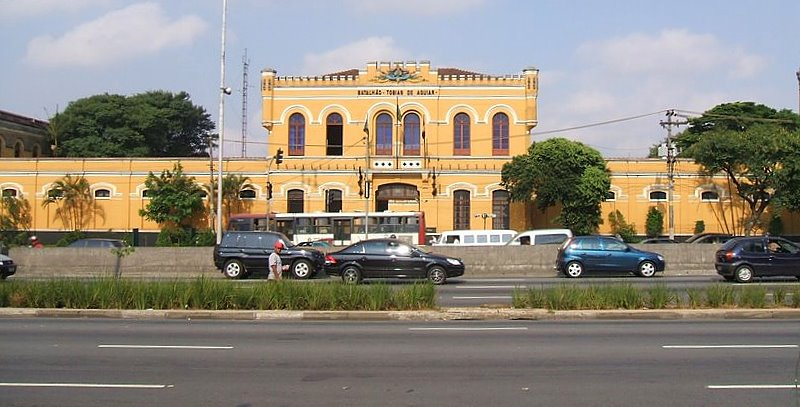
Batallón Tobías de Aguiar.

- Centro de Odontología de la Policía Militar
- Cuartel General de la Policía Militar
- Museo de la Policía Militar
- Regimiento de la Policía Montada
- 1º Batallón de Patrullamiento de Choque - Tobías de Aguiar"

Religión
- Iglesia de São Cristovão
- Iglesia Nossa Senhora Auxiliadora

## Tabla
| Sigla | Estación   | Inauguración            | Capacidad                  | Integración | Plataformas | Posición    | Comentarios                                   |
| ----- | ---------- | ----------------------- | -------------------------- | ----------- | ----------- | ----------- | --------------------------------------------- |
| TRD   | Tiradentes | 26 de setiembre de 1975 | 20 mil pasajeros hora/pico |             | Central     | Subterránea | Estación con estructura de concreto aparente. |